# الأسطورة في الشعر الجاهلي
الشعر الجاهلي في عصره کان زاخراً ببقايا الأساطير التي کانت منتشرة في الوسط القبلي. الأسطورة العربيّة جاءت مزيجة مِن عناصر شتی من أساطير کونية وطقوس دينيّة ورموز حضاريّة وأساطير لکائنات خفيّة خارقة لقُوی الشر وقوی الخير. والبرهان على أن العربي الجاهلي كان قد شهد حياة اسطورية هو قوله تعالی: «وقالوا أساطِيرُ الأوّلين اکتتبها فهي تُملي عليه بکرةً وأصيلا». ظهرت تجليات تلك الأساطير علی شکل ممارسات أوعادات سحريّة وطقوس وثنية أوعناصر بطولية ترمز إلی تقاليد موروثة تضرب بجذورها إلی مئات السنين، وکلما نقترب مِن بزوغ فجر الإسلام تتبدد صورة الأساطير وصورة الطقوس والموروثات الثقافية القديمة، وتتجلی صورة الوحدانية والعقلانية أکثر فاکثر. کان الشاعر الجاهلي يعيش في عصر تنبعث فيه الآلهة والأرواح في کل شئ حولَهُ، فآمن بقوی خفيّة کثيرة في بعض النباتات والجمادات والحيوان.

## تقديس الحيوان وصورته الاسطورية
قدّس العرب الحيوان لمجرد تحصيل البركة والتقرب واتقاء المكروه، وتوهّموا بقدرات روحانية خارقة لهذه الحيوانات وتسمّوا بأسمائها، وانعكس هذا في شعرهم. وجاء هذا الشعر حاملا معه الكثير من العناصر الأسطورية بصور الحيوان.

### الصورة الأسطورية للناقة
ترمزالناقة إلی ديمومة الحرکة والعمل واستمرارية الحياة في وسط بيئة قاحلة وجافة. فالناقة في رأي الجاهلي هي المُنقِذ له، القادرة علی تحمل الصعاب وتذليل العقبات ولها الفضل الأعظم في انتشال الشاعر مِن همومه وأحزانه وحمايته مِن مخاطر الصحراء کما أکد طرفة بن العبد هذا المعنی بقوله: وإنّي لأُمضي الهمَّ عند احتضاره بعوجاءَ مرقال تروحُ وتغتدي.
نسج الجاهلي ارتباطاً وثيقاً مع هذا الحيوان لفوائده الجمّة، بل انَّهُ استعار بعض الصفات، فالاعشی يصوّر ممدوحه بأنَّهُ متحلبُ الکفين وکأنَّهُ في عطائه تسح کفاه اللبن سحّاً قائلاً:
مُتحلِّبَ الکفَينِ مِثلَ البدرِ قَوَّالٌ وفاعل. وهذه الصورة الذي دَأَبَ عليها الشاعر الجاهلي هي بلا شك امتداد لجذور أسطورة، حيث کان الاله المعبود قديماً تسح کفاه بالماء واللبن والخمر. وقد سَمّوا بالناقة والجمل کثيراً مِن النجوم «کالفتيق» وهو الجمل العظيم، وقالوا عن «سهيل» إذا وقعت عينُ الجمل عليه، مات واختفى من ساعتِه.
من المزاعم الاسطوريّة التي تفشت حول الناقة عندهم، هي انَّ العرب التفتوا إلی ظاهرة تميز الإبل عن غيرها مِن الحيوان فقدروا أنَّ الإبلَ تولع بأکل عظامهم إذا مات الإنسان، ولايوجد حيوان يأکل عظام الموتی مِن البشر فکانوا يثأرون لأنفسهم منها في حياتهم، فأفرطوا في نحرها وعَقرها، وربطوا ذلك بالمياسرة بها، کأنَّ نحرهَمُ لها في حياتهم کان انقاذاً لأنفسهم منها بعد مماتهم. جعلوا مِن الناقة ما يشبه السفينة في الملاحم الکونيّة القديمة، تحملهم إلی العالم الثاني، وهو ظاهر مفهوم «البلية» التي کانوا يربطونها عند قبر الميت ساعة دفنه. والبلية لاتکون إلاّ ناقة تعقل إلی جانب القبر حتّی يدرکها الموت، فاذا نهض الميت من قبِرِه وجدها قريبة منه وامتطاها عابراً عليها الی العالم الآخر. فهذا عمر بن زيد يوصي ابنه بأن يترك علی قبره ناقته ليرکبها في الحشر، فيقول: ابني زَوَّدني إذا فارقتني في القبر راحلةً بِرحلِ فاتر
للبعث ارکبها إذا قيل اظعنوا مُستوثقين معاً لِحشرالحاشر
لم تکن الناقة مجرد حيوان في العصر الجاهلي، فقد احتلت مکانةً عظيمةً عند العرب بَلَغَت حدَّ التقديس فالنظر إلی الناقة في الجاهلية کان نوعاً مِن العبادة، ولما بَزَغَ فجر الإسلام، قال ربّ العزَة: «أفلاينظرونَ إلی الإبل کيف خُلِقَت» فعرف في الإبل معنى الخصوبة والورود والسقيا. قال اللّه عزوجل: «ناقة اللّه وسُقياها» وشبهوها «بالمرأة» وقالوا في القلوص إنّها الشابة مِن الإبل، فنعموها کما تنعم الفتاة الکعاب. هذا الحيوان المميزلعب دورا أساسيا في حياة العرب، وامتَدَ الأمدَ الأسطوري للناقة فکانت موضوعاً نمطياً تتکرر في قصائد الشعراء، فظلت الناقة احدی الرواسب الاسطوريّة التي تتعلق بعباداتهم وطقوسهم.

### الصورة الأسطورية للفرس
العربي منذ زمن قديم أحب الخيل واهتم بتربيتها وعنايتها وتفاخر وتنافس في اکرامها واستخدمها في کثير من المجالات وأبرزها الحرب والنقل وما شاکله. أشار بعض الباحثين إلی إِنَّ الفرس کان من الحيوانات المقدسة عند الجاهليين القدماء فالدکتورعلي البطل يرى «إنَّ الحصان کان يلعبُ دور حيوان الشمس المقدس، لذلك فهو ينوب عن إله الشمس». وتصوير الفرس بالثور الوحشي وبالنخلة الکثيرة الحمل له دلالته الاسطورية، فالثور والنخلة کانا مقدّسين عند الجاهليين، والفرس کذلك کما نص عليه قول الدکتورعلی البطل: «صحيح أنَّ الإبل والخيل قدعبدت في الديانات العربيّة القديمة، ولکن المعايشة القريبة تغلبت علی الظلال الميتافيزيقية المترسبة حول هذين الحيوانين الأليفين».
فيما يبدو أنَّ صورة الفرس قد ارتبطت بالتفکيرالديني الجاهلي فبجانب صورة الفرس الأرضيّة توجد صورة الفرس السماويّة، الجدير بالذکر أن صورة الفرس في السماء کانت في مخيلة الجاهلي مرتبطةً ارتباطاً وثيقاً بالمطروالسماء ومن صور الکواکب التي نسجها العرب علی هيئة الفرس اسموها «الدلو» و«سعد الماطر» وهذه اللمسة عند الجاهلي في حديثه المطول عن الفرس جعلته ان يتخذ من الفرس رمزاً للغيث والخير والحياة، فالبعض منهم بالغ في وصف الفرس وأعطاها صورة اسطورية کما فَعَلَ امرؤ القيس: مِــكَــرٍّ مِــفَــرٍّ مُــقْــبِــلٍ مُــدْبِــرٍ مَــعــاً كَــجُلْـمُوْدِ صَـخْرٍ حَطَّهُ السَّـيْلُ مِنْ عَلِ .
و لم يتوقف هذا الشاعر في وصفه لها بل جَعَلَ مِن معلقته الشهيرة دراما تتناول انشودة کونية للمطر فالفرس فيها «قطب الرحی تتدافع في سياقه الانثی والوليد والصخرة والظبي والنعامة والذئب والصباح والليل وموج البحر، لانّها معالم الحياة التي تريد أن تدمر الموت، والبقاء الذي يغالب الفناء». ومعظم شعراء الجاهليّة ربطوا فکرة الماء بوصف الفرس وتکررت هذه الصورة کثيراً في اشعارهم وکلُّ الشعراء «جعلوا الخيل سابحة تصبُ الجري صباً، وتسبح وهذا الربط والنسج الوثيق فيما بين الماء والسيل والفرس يدلُّ علی خيوط ودلالات اسطوريّة اُنيطت بهذا الحيوان لتضفي عليه هالة مِن القداسة والجلالة.

### الصورة الأسطورية للثور الوحشيّ
ردد الکثير من الشعراء الجاهليّة وصف الثور في اشعارهم فصورة الثور الوحشي التي انعکست في قوافي الشعر الجاهلي مرّدها التراث الديني الجاهلي الذي انطمست معالمه واندثرت طقوسه ولم يبق منها سوی اشارات وايحاءات ضيئلة توحي بالمعتقدات القديمة. لانَّ الثور الوحشي في المعتقدات القديمة کان يُمثل «اله» يرمز إلی القوّة والخصب، وهو اله العواصف، عبده «السومريون» وسموّه «انليل» وعبدوا البقرة الهة معه، ومِن اتحادهما في زواج مقدس فاضت دجلة والفرات بالخصب علی ارض سومر وکان «الآشوريون» يضعون الثيران المجنحة علی أبواب قصورهم حارسة راعيّة، لانَّهُم کانوا يعبدون الاله الثور ويلتمسون عنده الحماية والرعاية واتخذ العرب «الثور» رمزاً لآلهتهم «القمر» فُعدَّ من الحيوانات التي ترمز إلى الآلهة. الغالبية العُظمی من العرب الجاهليين رَبَطَ بين صورة المطر والماء وصورة الثور ومَثلَّوهُ رمزاً للقوة والصلابة، القادرة علی التحکم بالبرق والرعد والمطر والسحب. راح الثور يرمز في تصور الجاهلي الی «الملك وصانع المطر» قال سحيم عبد بني الحساس: ينحی تراباً عن مبيت ومکنس رکاساً کبيت الصَّيدَ نائي دانيا

## الصورة الأسطورية للوثنية
نسج الجاهلي حول الجبال والصخور والاشجار ومما کان يحيط بِهِ، قصصاً وخُرافات واساطير، ورَسَمَ صوراً خياليةً في الاحجار التي کان يبحثُ عنها في الوديان وسفوح الجبال، فقد صَوَّرَ خياله الصفا والمروة، وهما صخرتان، رجلاً وأمراة مسخهما اللّه حجرين، وَصَوَّرَ خياله ايضاً أسافاً ونائلة رجلاً وامراة ممسوخين حجرين علی موضع زمزم. ومِن الاصنام التي کانت علی صورة الإنسان وتعدُ اعظم أصنام قريش هي «هُبل» وکان يستفتی في مشکلات الناس الشخصيّة والزواج والولادة، والرحلة والعمل، فکانوا يستقسمون عنده بالقداح، فما خَرَجَ عملوا بِهِ، وانتهوا اليه، وإذا شکوا في نسب أحدهم ذهبوا بِهِ الی «هبل» وحملوا معهم مائة درهم وجزوراً، فأعطوها صاحب القداح الذي يضرب بها، ثم قرّبوا صاحبهم الذي يريدون بِهِ ما يريدون، ثم قالوا: يا إِلهنا، هذا فلان أردنا بِهِ کذا وکذا. فاخرج الحقَّ فيه. وفي ذلك يقول شاعرهم:
إِنَّا اختلقنا فهب السَّراحا  ثلاثةً، ياهبل، فِصاحا
المَيت والعُذرة والنِّکاحا والبرء في المرضی والصحاحا
إِن لَم تقله فمر القداحا

## الصورالأسطورية للكواكب
عكف العربي علی عبادة الكواكب وسَطَّرَ اساطير جمّة حولَ قُدسيّة هذه الکواکب ولا سيّما الشمس والقمر والزُهرة. ومن الشواهد الدالة علی عبادة العرب للشمس قصة سليمان (ع) مع الهدهد. من المعتقدات الاسطورية لديهم أنَّ الشمس هي التي تبدل بالسّن القديمة سّناً جديدة، إذکان الغلام أو الجارية مِن غلمان العرب إذا سقطت سنه يقذف بحذاءِ الشمس، فيرمي بسِنه، فقال طرفة بن العبد يصف جمال أسنان حبيبته:
بادِنٌ، تجلو إذا ما ابتسمت عن شتيتٍ کأقاح الرمل غُرّ
بدّلته الشمس مِن منبته  برداً أبيضَ مصقول الأشرّ
وبالنسبة للقمر تذهب الاسطورة الی أن للقمر تأثيراً في الکائنات وفي تصرفات الإنسان وقد أتخذه الحميريون الهاً واتخذوا لَهُ صنماً علی شکل عجل وبيده جوهرة، إما عرب الجزيرة فيعتقدون ان بنات اللّه الثلات مناة واللات والعزی انّما هي آلهات القمر، فمناة: القمر المظلم، واللات: القمر المنير، والعُزی: الاثنان معاً، ومنهم مَن انتسب الی القمر کبني قمر ومن بطونهم قمير.فاحتل القمر مکانةً مرموقة في ديانة العرب ورُمِزَ للقمر بالثور، ولعل سبب ذلك يرجع إلی أن للثورقرنين يشبهان الهلال.
والزهرة هي آلهة الجمال والحب، عِشتار العرب، وسماها الإيرانيون «ميترا» واليونانيون «فينوس» والعرب المتاخمة للشام والعراق عبدوها وأسموها العُزی، وکانت عبادتها قائمة باستباحة المنکرات وارتکاب القبائح الناشئة عن روح العشق في الطبيعة والبشر مثلّتها بابل بعشتار أمراة حسناء عارية فالزهرة حملت معاني البياض والحُسن والجمال والطرب والسرور واللهو، فالتحديق بها يُثير الفرح والنظر اليها يُثيرغريزة الجنس إذا کان عاشقا

## وصلات خارجية
الاسطورة في الشعر الحديث (محاضرة)
الاسطورة في الأدب العربي (رابط تنزيل الكتاب)[وصلة مكسورة]